# Repetti (métro de Milan)
 (août 2022).
Si vous disposez d'ouvrages ou d'articles de référence ou si vous connaissez des sites web de qualité traitant du thème abordé ici, merci de compléter l'article en donnant les références utiles à sa vérifiabilité et en les liant à la section « Notes et références ».
Repetti est une station de métro à Milan, en Italie. Située sur la ligne 4 du métro de Milan entre Stazione Forlanini et Linate Aeroporto, le terminus, elle est ouverte depuis le 26 novembre 2022.